# Uttum
Uttum ist ein Ortsteil der Gemeinde Krummhörn im westlichen Ostfriesland im Landkreis Aurich in Niedersachsen und hat 505 Einwohner. (Stand: 31. Dezember 2024).

## Geschichte
Früher war Uttum ein Häuptlingssitz (Burg Uttum). Der Name des Ortes bedeutet Heim des Otte oder Heim des Utte. Im 13. Jahrhundert gab es zwischen Uttum und den Nachbarorten einen schweren Streit. Im Jahre 1254 wütete zum wiederholten Mal eine Fehde, die auch Teile des Brookmerlandes verwüstete. In der Vergangenheit war für den Ort die Dachziegelproduktion wichtig. Im Jahre 1874 entstand in Uttum die erste Molkerei Ostfrieslands, die von einer Genossenschaft gegründet wurde.
1744 fiel Uttum wie ganz Ostfriesland an Preußen. Die preußischen Beamten erstellten 1756 eine statistische Gewerbeübersicht für Ostfriesland. In jenem Jahr gab es in Uttum 22 Kaufleute und Handwerker, darunter fanden sich jeweils drei Bäcker und Schuster, jeweils zwei Leineweber, Maurer, Schmiede und Zimmerleute und jeweils ein Böttcher, Schneider und Barbier. Die fünf Kaufleute handelten mit Kleinigkeiten von Salz, Tabak und Seife.
Jahrhundertelang waren die natürlichen Tiefs und die Entwässerungskanäle, die die Krummhörn in einem dichten Netz durchziehen, der wichtigste Verkehrsträger. Über Gräben und Kanäle waren nicht nur die Dörfer, sondern auch viele Hofstellen mit der Stadt Emden und dem Hafenort Greetsiel verbunden. Besonders der Bootsverkehr mit Emden über das Uttumer und das Alte Greetsieler Sieltief war von Bedeutung. Dorfschiffer übernahmen die Versorgung der Orte mit Gütern aus der Stadt und lieferten in der Gegenrichtung landwirtschaftliche Produkte: „Vom Sielhafenort transportierten kleinere Schiffe, sog. Loogschiffe, die umgeschlagene Fracht ins Binnenland und versorgten die Marschdörfer (loog = Dorf). Bis ins 20. Jahrhundert belebten die Loogschiffe aus der Krummhörn die Kanäle der Stadt Emden.“
Torf, der zumeist in den ostfriesischen Fehnen gewonnen wurde, spielte über Jahrhunderte eine wichtige Rolle als Heizmaterial für die Bewohner der Krummhörn. Die Torfschiffe brachten das Material auf dem ostfriesischen Kanalnetz bis in die Dörfer der Krummhörn, darunter auch nach Uttum. Auf ihrer Rückfahrt in die Fehnsiedlungen nahmen die Torfschiffer oftmals Kleiboden aus der Marsch mit, mit dem sie zu Hause ihre abgetorften Flächen düngten. „Vor dem Ersten Weltkrieg wurde die Warf Damhusen bei Uttum erheblich in Mitleidenschaft gezogen, als dort Land abgegraben und mit einer Lore zum Uttumer Hafen, wie der Stigt in dieser Ortschaft genannt wurde, transportiert wurde, um dort auf Fehnschiffen verladen zu werden.“
Uttum gehörte in der Hannoverschen Zeit Ostfrieslands zum Amt Greetsiel (1824), das in die Amtsvogteien Greetsiel, Pewsum und Borkum unterteilt war. Innerhalb dieses Amtes gehörte Uttum zur Amtsvogtei Pewsum und darin zur Untervogtei Groothusen, die neben Groothusen und Pewsum auch Uttum, Upleward, Hamswehrum und Woquard umfasste. Der Nachbarort Jennelt als damals noch bestehende Herrlichkeit hingegen zählte bis 1852 nicht zum Amt Greetsiel. Im Zuge der hannoverschen Ämterreform 1859 wurde das Amt Greetsiel aufgelöst und dem Amt Emden zugeschlagen, Uttum gehörte seitdem zum letztgenannten. Bei der preußischen Kreisreform 1885 wurde aus dem Amt Emden der Landkreis Emden gebildet, dem Uttum danach angehörte.
Im April 1919 kam es zu sogenannten „Speckumzügen“ Emder Arbeiter, an die sich Landarbeiterunruhen anschlossen. Zusammen mit dem Rheiderland war der Landkreis Emden der am stärksten von diesen Unruhen betroffene Teil Ostfrieslands. Arbeiter brachen in geschlossenen Zügen in die umliegenden Dörfer auf und stahlen Nahrungsmittel bei Bauern, wobei es zu Zusammenstößen kam. Die Lage beruhigte sich erst nach der Entsendung von in der Region stationierten Truppen der Reichswehr. Als Reaktion darauf bildeten sich in fast allen Ortschaften in der Emder Umgebung Einwohnerwehren. Die Einwohnerwehr Uttums umfasste 42 Personen. Diese verfügten über 20 Waffen. Aufgelöst wurden die Einwohnerwehren erst nach einem entsprechenden Erlass des preußischen Innenministers Carl Severing am 10. April 1920. Die Ziegelei stellte in den 1960er Jahren ihre Produktion ein. Die Gebäude verfielen danach. Auf dem ehemaligen Ziegelei-Gelände soll ein Neubaugebiet mit etwa 50 Grundstücken entstehen.
Am 1. Juli 1972 wurde Uttum in die neue Gemeinde Krummhörn eingegliedert.

## Kultur und Sehenswürdigkeiten
Sehenswert sind das Rentmeisterhaus aus dem Jahr 1597, die Windmühle, ein zweistöckiger Galerieholländer aus dem Jahre 1856, die Überreste der alten Burg, die im 18. Jahrhundert abgerissen wurde, und die Ziegelei, die im Jahre 1898 erbaut wurde, sowie die Kirche, die aus dem Jahre 1250 stammt.
Die Uttumer Kirche stammt aus der Mitte des 13. Jahrhunderts. Der 1527 angebaute Westturm wurde nach einem Teileinsturz im Jahr 1931 in erniedrigter Form wiederaufgebaut. Die Kanzel der Kirche datiert aus dem Jahre 1580 und das Taufbecken aus dem Jahre 1474. Die Orgel der Kirche wurde um 1660 von einem unbekannten Meister unter Verwendung älteren Pfeifenmaterials gefertigt.

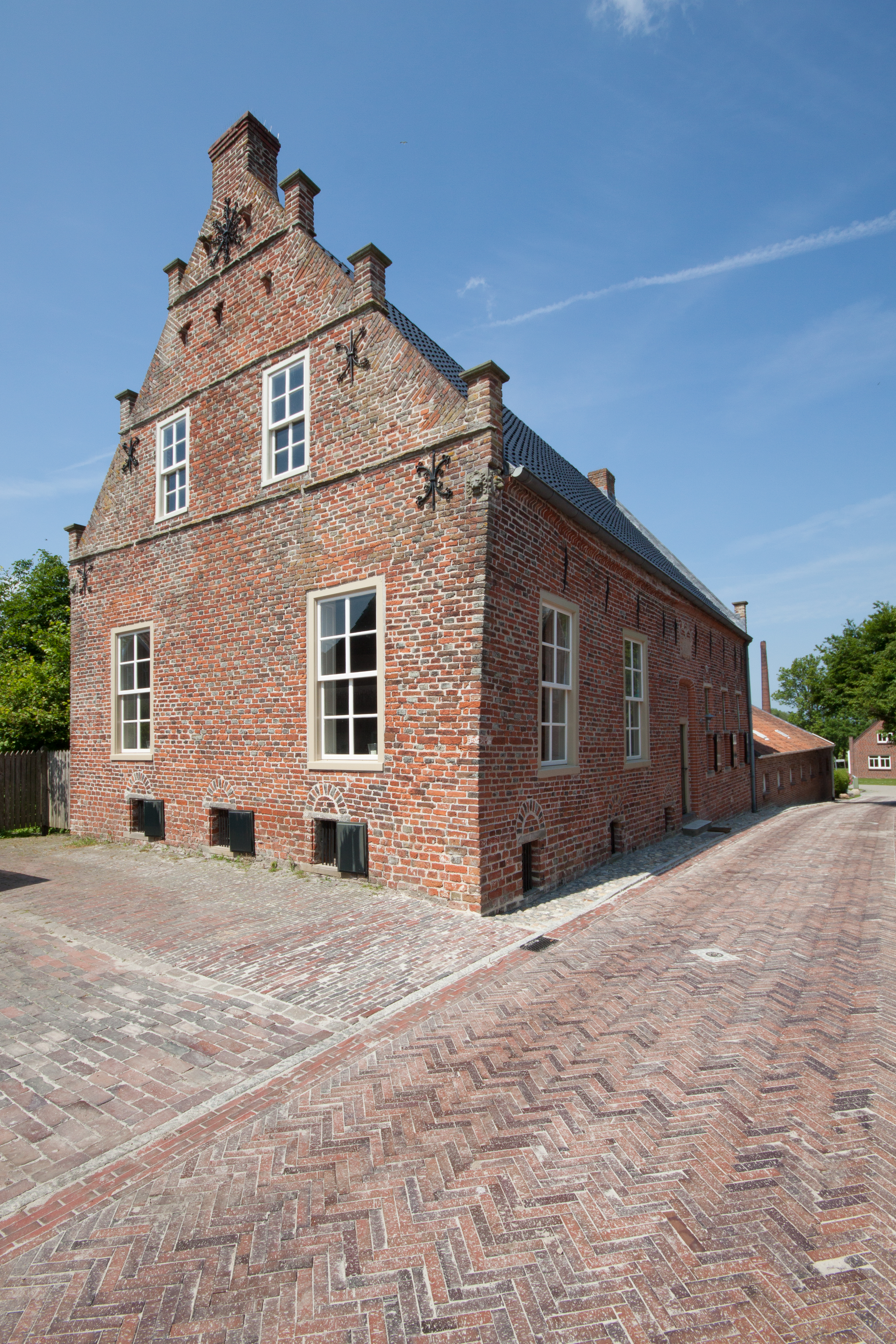
Rentmeisterhaus
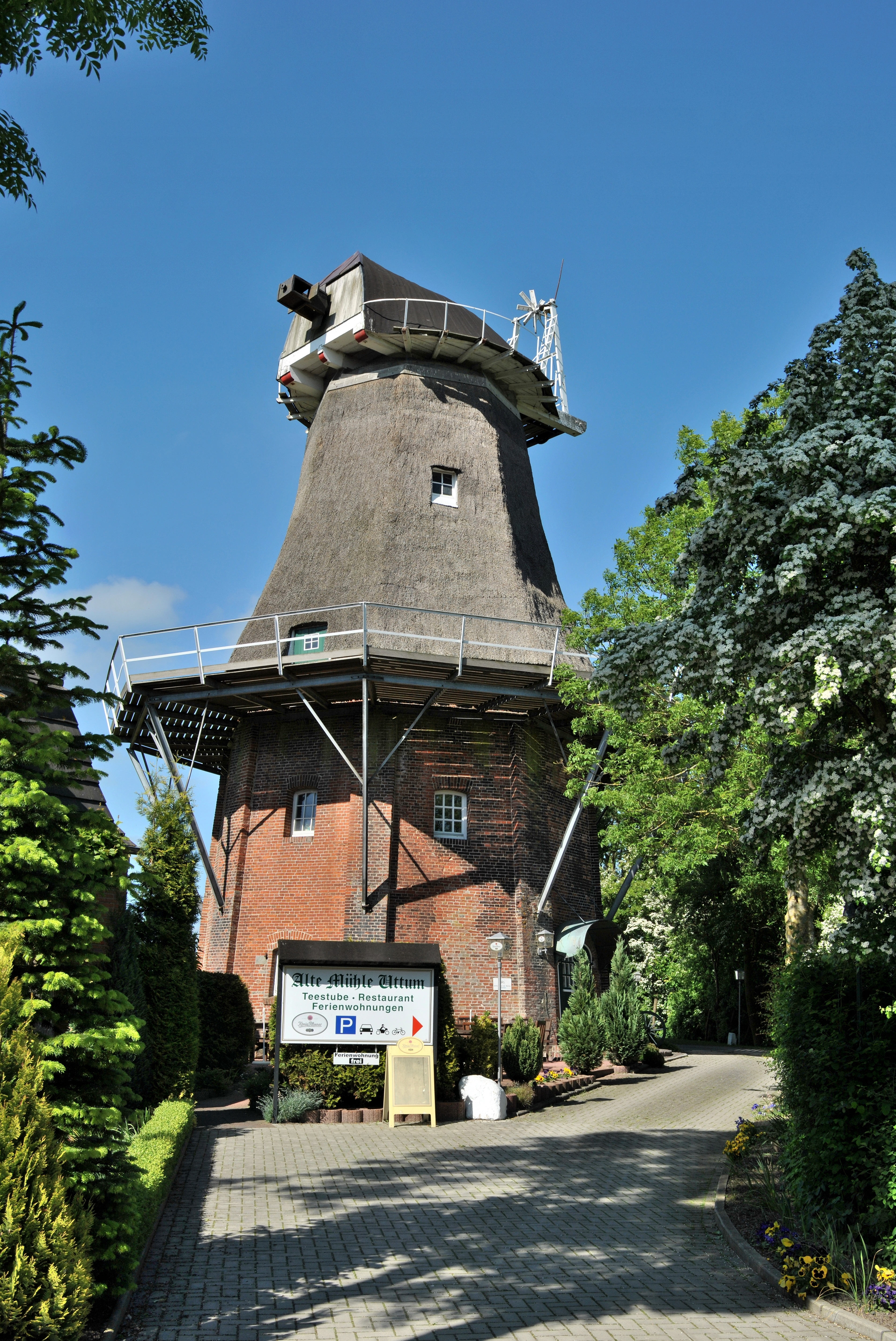
Die Alte Mühle Uttum am östlichen Ortsrand
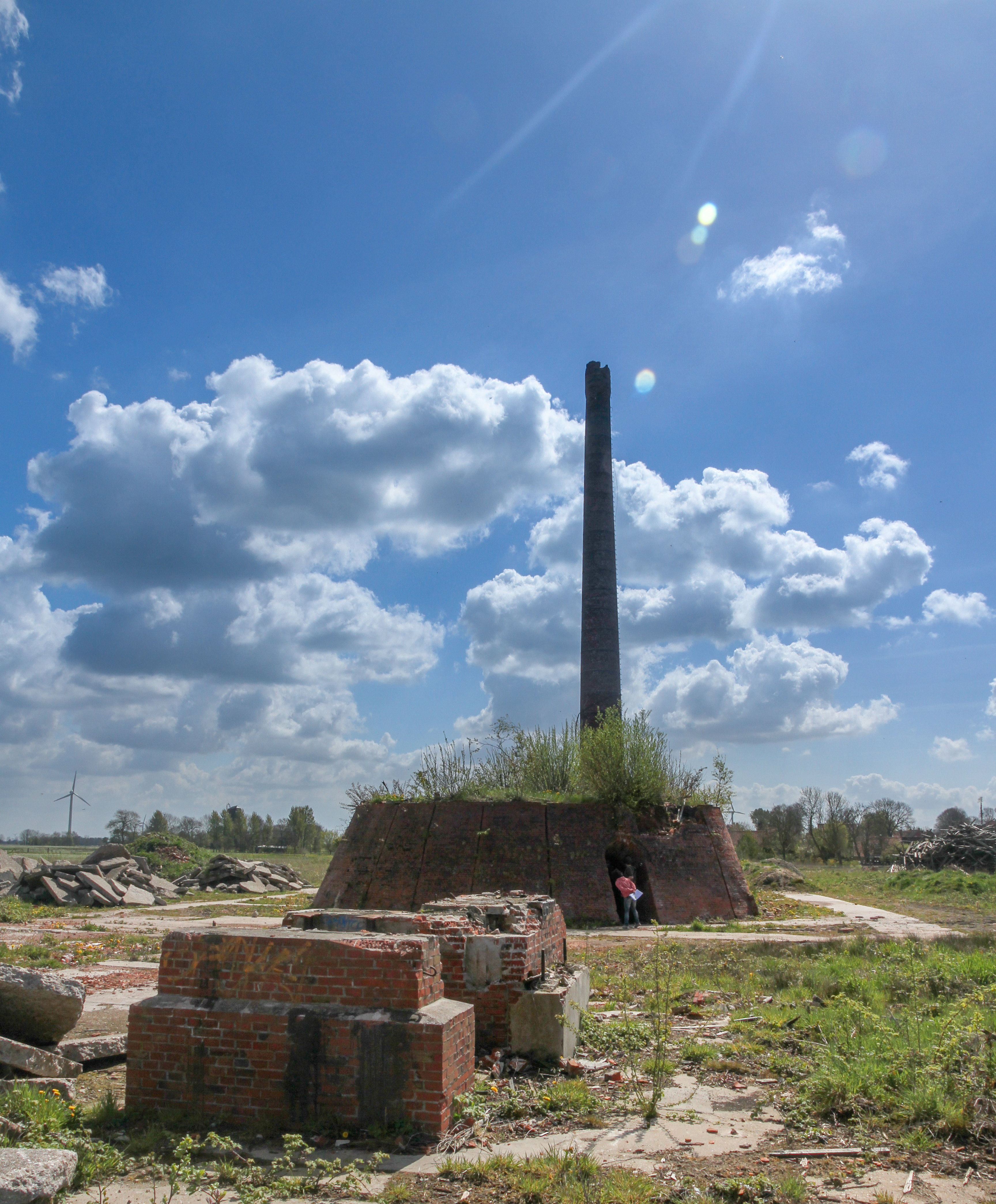
Alte Ziegelei
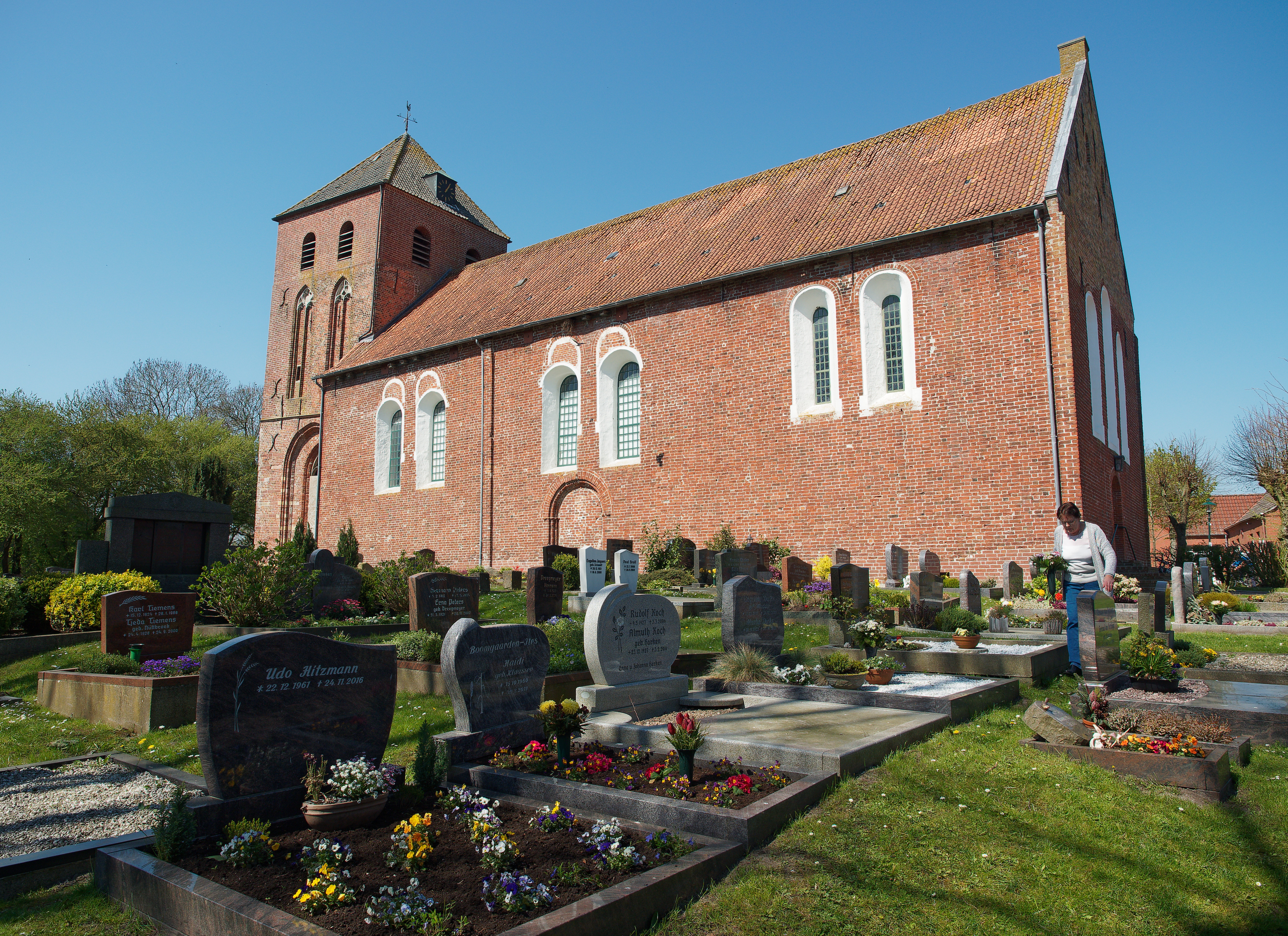
Kirche in Uttum